# La Farrapa
La Farrapa (oficialmente en eonaviego: A Farrapa) es una casería española de la parroquia de Grandas de Salime, perteneciente al concejo homónimo, en la comunidad autónoma de Asturias.

## Historia
Hacia mediados del siglo XIX, el lugar, ya por entonces perteneciente a la parroquia de Grandas de Salime del municipio homónimo, tenía contabilizada una población de 6 habitantes. Aparece descrito en el octavo volumen del Diccionario geográfico-estadístico-histórico de España y sus posesiones de Ultramar de Pascual Madoz con las siguientes palabras:

FARRAPA (la): cas. en la prov. de Oviedo, ayunt. y felig. de San Salvador de Grandas. sit. en la cumbre de un monte poco elevado y bien ventilado. Confina N. Villabolle; E. Grandas; S. y O. Escanlares. Al O. y á corta dist. de este cas. hay una fuente de cuyas aguas se sirven los hab. para beber y otros usos; y á las inmediaciones de las últimas tierras del mismo, una dehesa poblada de robles. prod.: centeno, maiz, patatas, miel, hortaliza y yerbas. pobl.: 1 vec., 6 alm.
(Madoz, 1847, p. 24)

En 2023, la entidad singular de población de La Farrapa tenía empadronados 3 habitantes, todos ellos en diseminado.